# Starbiszewo
Starbiszewo (do 1945 niem. Heinrichshof) – obecnie uroczysko, nieistniejąca osada położona w Polsce, w województwie zachodniopomorskim, w powiecie goleniowskim, w gminie Goleniów.
Miejscowość miała nazwę historyczną Linki i oboczną Starbiszewko.
Polską nazwę Starbiszewko ustalono urzędowo rozporządzeniem Ministrów Administracji Publicznej i Ziem Odzyskanych z dnia 1 czerwca 1948 roku.